# Главный директор милиции
Главный директор милиции — специальное звание высшего начальствующего состава милиции НКВД и в 1936—1943 годах. По рангу равнялось комиссару государственной безопасности 1-го ранга в НКВД, командарму 1-го ранга в РККА и флагману флота 1-го ранга в РККФ. Данное специальное звание является высшим в рабоче-крестьянской милиции, по рангу находится выше директора милиции.

## История звания
Звание главного директора милиции было введено Постановлением ЦИК СССР и СНК СССР от 26 апреля 1936 года объявленным приказом НКВД № 157 от 5 мая 1936 года для начальствующего состава органов рабоче-крестьянской милиции НКВД СССР.
Звание никому не присваивалось.
9 февраля 1943 года, когда Указом Президиума Верховного Совета СССР «О званиях начальствующего состава органов НКВД и милиции» замены ему не предусматривалось.
| младшее звание: Директор милиции | Главный директор милиции | старшее звание: нет |